# Rey de Reyes (2022)
Rey de Reyes 2022 fue la quinta edición del Rey de Reyes, un evento Pago por visión de lucha libre profesional producido por la Lucha Libre AAA Worldwide. Tuvo lugar el 19 de febrero de 2022 desde el Estadio Universitario Beto Ávila en Veracruz, Veracruz. El evento especial es una lucha en la que el ganador se lleva la espada que lo acredita como el Rey de Reyes.

## Resultados
- Taya Valkyrie derrotó a Lady Maravilla, Lady Flammer, Lady Shani y Keyra y ganó una oportunidad por el Campeonato Reina de Reinas de AAA.
  - Valkyrie cubrió a Shani después de un «Road to Vallhalla».
  - Durante la lucha el Hijo del Tirantes, quien fungia como árbitro, interfirió en favor de Valkyrie, pero ella le negó la interferencia debido a que reclamo actitud antideportiva por parte del árbitro.
- Los Vipers (Abismo Negro Jr., Látigo & Psicosis) derrotaron a Mr. Iguana, Niño Hamburguesa y Myzteziz Jr.
  - Látigo cubrió a Myzteziz después de un «Dropkick».
- Los Vipers (Arez & Chik Tormenta) derrotaron a Los Mercenarios (Villano III Jr. & La Hiedra) y Octagón Jr. & Sexy Star II en una Lucha de Leñadores con Correas y retuvieron el Campeonato Mundial en Parejas Mixto de AAA.
  - Arez cubrió a Star después de una «Lanza».
- La Familia Real (L.A. Park, El Hijo de L.A. Park & L.A. Park Jr.) derrotaron a La Empresa (DMT Azul, Puma King & Sam Adonis) (con Estrellita y Microman) y Nueva Generación Dinamita (El Cuatrero, Forastero & Sansón) por descalificación.
  - La lucha fue descalificada luego de que Los Mercenarios atacaran a La Empresa.
- Psycho Clown derrotó a Cibernético, Laredo Kid, Bandido y Heavy Metal y ganó el torneo Rey de Reyes 2022.
  - Clown cubrió a Cibernético con un «Roll-Up».
- Pentagón Jr. derrotó a Dralístico.
  - Pentagón cubrió a Dralístico después de un «Pentagon Driver».
  - Durante la lucha, Dragon Lee interfirió a favor de Dralístico, mientras que Fénix interfirió a favor de Pentagón.
- El Hijo del Vikingo (con Lady Shani) derrotó a Johnny Superstar y retuvo el Megacampeonato de AAA.

  - Vikingo cubrió a Superstar después de un «450 Splash».
  - Durante la lucha, Laredo Kid interfirió a favor del Vikingo.

## Comentaristas
- Hugo Savinovich
- José Manuel Guillén
- Carlos Cabrera